# 勒泰伊博卡日
勒泰伊博卡日（法語：Le Theil-Bocage，法語發音：[lə tɛj bɔkaʒ] ⓘ）是法国卡尔瓦多斯省的一个旧市镇，属于维尔区。2016年，勒泰伊博卡日与临近的13个市镇合并为新市镇瓦尔达利耶尔。

## 地理
勒泰伊博卡日（48°52'52"N, 0°42'57"W）面积8.86 平方千米，位于法国诺曼底大区卡爾瓦多斯省，该省份为法国西北部沿海省份，北濒大西洋英吉利海峡，东北与滨海塞纳省以海上边界相接，东临厄尔省，南至奧恩省，西与芒什省接壤。
与勒泰伊博卡日接壤的市镇（或旧市镇、城区）包括：埃特里、拉西、皮埃尔、拉罗克、瓦西、瓦尔达利耶尔。

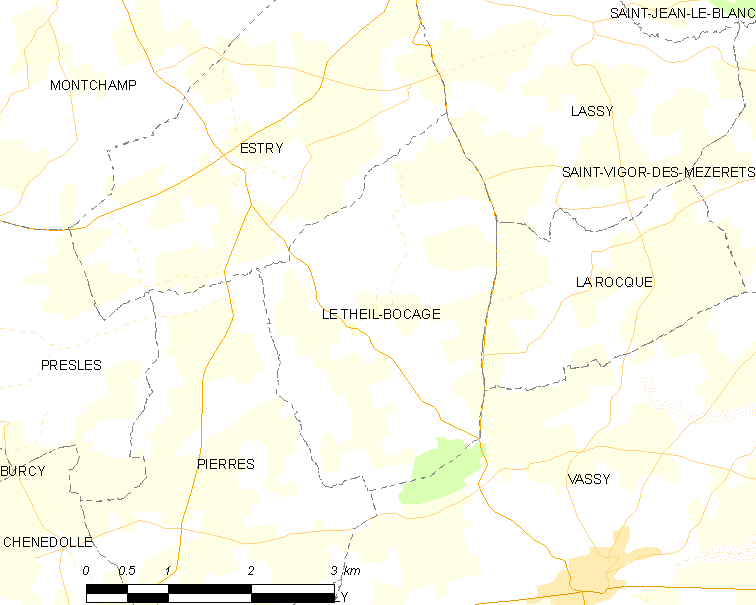
勒泰伊博卡日的OSM定位图

勒泰伊博卡日的时区为UTC+01:00、UTC+02:00（夏令时）。

## 行政
勒泰伊博卡日的邮政编码为14410，INSEE市镇编码为14686。

## 政治
勒泰伊博卡日所属的省级选区为诺曼底地区孔代县。

## 人口

1962-2008年间勒泰伊博卡日人口变化图示

勒泰伊博卡日于2018年1月1日时的人口数量为199人。